# 賀陽治憲
賀陽 治憲（かや はるのり、1926年〈大正15年〉7月3日 - 2011年〈平成23年〉6月5日）は、日本の外交官。旧皇族、賀陽宮恒憲王の第2王子。海軍兵学校75期。1947年10月14日の皇籍離脱までは、治憲王（はるのりおう）。

## 略歴

### 皇族時代
1926年〈大正15年〉7月3日午前8時50分、賀陽宮恒憲王と同妃敏子の第2男子として誕生。御七夜の7月9日に「治憲」と命名された。
学習院初等科・学習院中等科を経て、1943年（昭和18年）12月1日、江田島海軍兵学校（75期）に入学。井上成美中将のもとで学んだ。入校式においては皇族の生徒として紹介を受け、同期生の敬礼を受けている（広島中央放送局ニュース再録に記録あり）。
治憲王が入校した75期は生徒数が多かったため生徒は分校に振り分けられ、王は岩国分校で教育を受けた。分校においては柔道を選択、練成した。最高裁判所長官・三好達、高瀬国雄、海上幕僚長・吉田學らは75期の同期生である。敗戦後の1945年（昭和20年）10月1日、海軍兵学校を卒業。このため最終階級は少尉候補生ということになる。
1946年（昭和21年）7月3日に成年に達したため、貴族院皇族議員に就任するが、3か月後の10月8日に辞任した。兄の邦寿王ら、多くの皇族が5月23日付で辞職しており、最後の貴族院皇族議員であった。
また、本来なら皇族身位令に基づき、20歳の成年を迎えた同年7月3日以降に勲一等旭日桐花大綬章を受章すべき身位にあったが、同年5月の閣議決定で生存者叙勲が停止されため、受けることはなかった（生存者叙勲は1963年の閣議決定で再開）。

### 戦後、外務官僚として
1947年（昭和22年）10月14日、他の皇族と共に臣籍降下（皇籍離脱）し、以降は賀陽 治憲（かや はるのり）となる。
その後、1950年（昭和25年）に東京大学法学部を卒業して外務省に入省する。1951年（昭和26年）に渡米。フレッチャー法律外交大学院留学、国際連合日本政府代表部一等書記官、在アメリカ合衆国日本国大使館一等書記官、欧亜局英連邦課長、1969年（昭和44年）日本政府沖縄事務所次長、ジュネーブ国際機関日本政府代表部公使、外務省経済局次長、領事移住部長を経て、1979年（昭和54年）から1981年（昭和56年）まで国連局長。同年在イスラエル特命全権大使、1983年（昭和58年）在デンマーク特命全権大使、1987年（昭和62年）外務省研修所長、1989年（平成元年）ブラジル特命全権大使。財団法人交流協会顧問と要職を歴任した。
1970年代後半から1980年初めにかけてには国会の政府委員（外務省国際連合局長）として、複数回政府委員として答弁を行った。この中には奴隷制度廃止補足条約など国際連合の人権条約の批准について消極的な答弁をしたものが含まれる。
侍従長入江相政は、1983年（昭和58年）11月15日付の日記で治憲王に言及し、「皇族、舊（旧）皇族のうちのまさにピカ一。こんな方がもう少しゐて下されば。」と書いている。
1996年（平成8年）からは憩の園在日協力会会長を務め、学習院の同窓会桜友会の会長（第5代）も務めた。
2011年（平成23年）6月5日、老衰のため東京都稲城市の病院で逝去。叙・従三位。

## 発言
1947年10月14日付の『時事新報』にて「太宰治の『斜陽』はちょっと身につまされておもしろいですね」と発言している。

## 栄典
- 1940年（昭和15年）8月15日 - 紀元二千六百年祝典記念章[10]
- 1996年（平成8年）11月3日 - 勲二等旭日重光章[11]
- 2011年（平成23年）6月5日  - 従三位[12]

## 血縁
- 父：賀陽宮恒憲王
- 母：恒憲王妃敏子
- 兄弟：邦寿王 - 美智子女王 - 治憲王 - 章憲王 - 文憲王 - 宗憲王 - 健憲王
- 妻：松田朝子（松田正之（男爵。有馬頼萬の三男）の一女。母は蜂須賀正韶の二女、笛子。

## 系譜
| 治憲王 | 父: 恒憲王（賀陽宮） | 祖父: 邦憲王（賀陽宮） | 曾祖父: 朝彦親王（久邇宮） |
| 治憲王 | 父: 恒憲王（賀陽宮） | 祖父: 邦憲王（賀陽宮） | 曾祖母: 泉亭静枝子         |
| 治憲王 | 父: 恒憲王（賀陽宮） | 祖母: 好子             | 曾祖父: 醍醐忠順           |
| 治憲王 | 父: 恒憲王（賀陽宮） | 祖母: 好子             | 曾祖母: 不詳               |
| 治憲王 | 母: 敏子             | 祖父: 九条道実         | 曾祖父: 九条道孝           |
| 治憲王 | 母: 敏子             | 祖父: 九条道実         | 曾祖母: 野間幾子           |
| 治憲王 | 母: 敏子             | 祖母: 九条恵子         | 曾祖父: 大谷光瑩           |
| 治憲王 | 母: 敏子             | 祖母: 九条恵子         | 曾祖母: 大谷恒子           |